# 파문 (1968년 영화)
"파문"은 1968년 공개된 대한민국의 영화이다.

## 배역
- 신영균
- 문희
- 박병호
- 전계현
- 박암
- 사미자
- 정애란
- 안인숙
- 김병휘
- 김웅
- 김경란
- 조천금
- 최준
- 임생출